# مرج القطا
مرج القطا (به عربی: مرج القطا) یک روستا در سوریه است که در استان حمص واقع شده‌است. مرج القطا ۸۹۳ نفر جمعیت دارد.